# Morley (Iowa)
Pour les articles homonymes, voir Morley.
Morley est une ville du  comté de Jones, en Iowa, aux États-Unis. Elle est fondée en 1873 et incorporée le 26 janvier 1925.

## Source de la traduction
- (en) Cet article est partiellement ou en totalité issu de l’article de Wikipédia en anglais intitulé « Morley, Iowa » (voir la liste des auteurs).